# Organisatie van de landbouw in Nederland

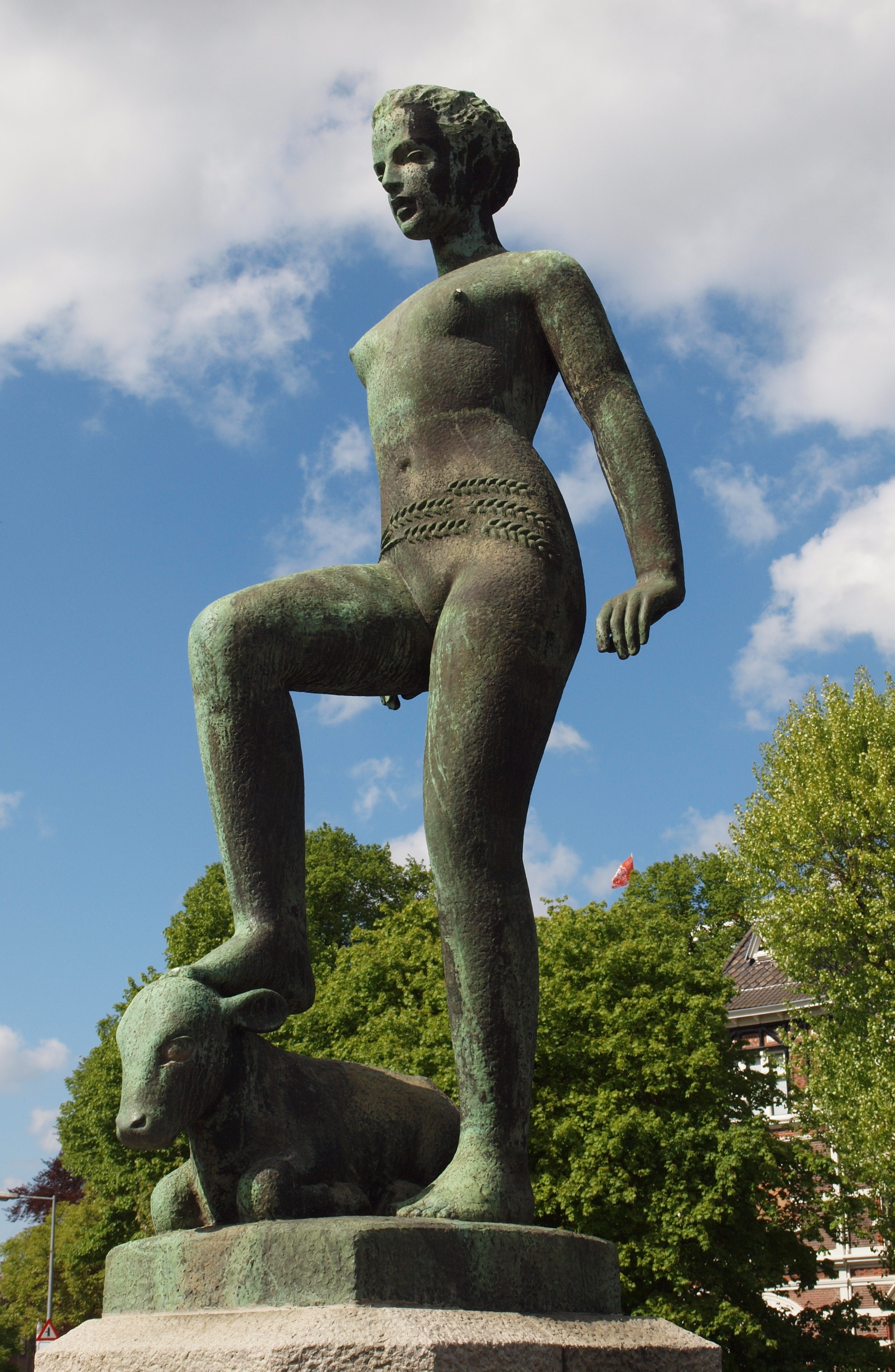
Gronings beeld dat de Nederlandse landbouw symboliseert

De organisatie van de landbouw in Nederland in de 21e eeuw vindt zijn oorsprong tijdens de negentiende eeuw. Toen kregen  verlichte adel, grondbezitters en gegoede burgers steeds meer belangstelling voor de toepassing van wetenschappelijke inzichten op de landbouw en voor nieuwe organisatievormen. Vooral na ongeveer 1880 kreeg deze belangstelling een impuls, en vervolgens wederom na de Tweede Wereldoorlog, toen de overheid een grotere rol ging spelen. In de loop van deze periode kregen het onderwijs, de industrie, het bankwezen, en het onderzoek vorm, alsmede het landbouwbeleid. Ook ontstonden er allerlei samenwerkingsverbanden tussen industrie, boeren, politici en dienstverlenende instanties, zoals het Landbouwschap, boerenleenbanken, landbouwvoorlichting  en praktijkcentra. Veel van deze instanties hadden of hebben een cooperatieve of corporistische vorm. 
Anno 2024 zijn enkele bekende boegbeelden die vorm geven aan de organisatie van de Nederlandse landbouw Agrifirm, Avebe, Cosun, ForFarmers, FrieslandCampina, Koninklijke De Heus,  LTO Nederland, het ministerie van Landbouw, Natuur en Voedselkwaliteit, de Rabobank, Unive,  de WUR en de Zwanenberg Food Group. Samen worden deze wel het 'Groene front' genoemd: de politieke top en de ambtenaren van het Ministerie van Landbouw, de met landbouw belaste politici in de diverse parlementen, de belangrijke belangenbehartigers van de landbouw, tegenwoordig de LTO, in het verleden het Landbouwschap en relevante productschappen voor de landbouw, de landbouwindustrie- en handel, de Rabobank, en de landbouwvoorlichtings- onderwijs- en onderzoeksorganisaties. Deze laatste 

## Organisaties aan het begin van de 19e eeuw

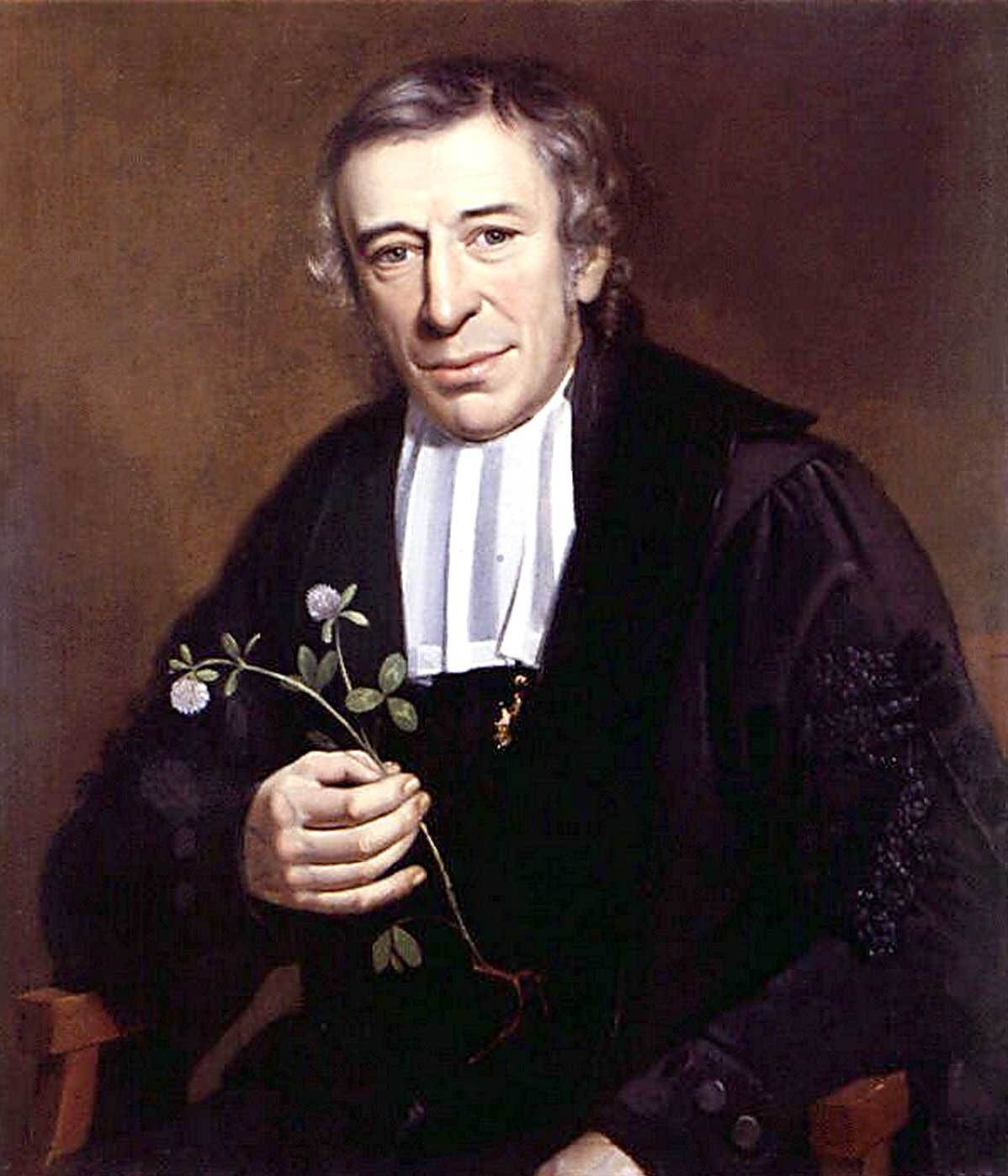
Eerste landbouwcommissaris tot de zaken van de Landbouw Jan Kops

In de laatste decennia van de 18e eeuw  ontstond in Engeland en Frankrijk een beweging van verlichte adel en grootgrondbezitters die zich toelegden op de wetenschappelijke studie van de landbouw en de toepassing van wetenschappelijke resultaten in de landbouwpraktijk. Nederland volgde deze verlichtingsbeweging pas in de negentiende eeuw. Toen werden van overheidswege Commissiën van Landbouw opgericht. Hierin waren, evenals in het buitenland, vooral notabelen en grote boeren actief. Na een enthousiast begin leidden deze Commissies spoedig een sluimerend bestaan. Toch waren er een eeuw eerder al enkele pioniers zoals Geert Reinders, die de vaccinatie tegen runderpest ontwikkelde, en Jan Kops die in 1800 werd aangesteld als Commissaris tot de zaken van de landbouw bij het Agentschap van Nationale Oeconomie. In 1803 verscheen het eerste nummer van het Magazijn van Vaderlandschen Landbouw, zijnde het eerste Nederlandse landbouwtijdschrift. Kops werd in 1815 hoogleraar in de landhuishoudkunde aan de Rijksuniversiteit te Utrecht. Hetzelfde jaar werd Jacobus Albertus Uilkens aan de  Universiteit van Groningen hoogleraar landhuishoudkunde. Daarmee deed het universitair landbouwonderwijs haar intrede.

## LTO en voorlopers
In Nederland bestaat anno 2023 De Land- en Tuinbouworganisatie LTO Nederland, die is opgebouwd uit een zuidelijke (ZLTO) en een Noordelijke (LTO Noord) tak. LTO is voortgekomen uit de maatschappijen van landbouw en boerenbonden die stammen uit de negentiende eeuw. Ook de Limburgse LLTB is onderdeel van de agrarische koepelorganisatie LTO Nederland

### Maatschappijen van Landbouw
Hoewel de Commissies van Landbouw weinig succesrijk waren werden halverwege de 19e eeuw, eveneens vanuit kringen der notabelen, Maatschappijen van Landbouw opgericht die meestal provinciaal georganiseerd waren . Achtereenvolgens ontstonden de Groninger Maatschappij van Landbouw (1837), het Utrechts Landbouw Genootschap (1841), de Zeeuwsche Landbouw Maatschappij (1843), het Drents Landbouw Genootschap (1844), de Geldersche Maatschappij van landbouw (1845), de Hollandsche Maatschappij van Landbouw (1847), de Maatschappij van Landbouw (in Limburg) (1849), de Overijsselsche Maatschappij ter bevordering van Landbouw, Tuinbouw en Veeteelt (1851), de Friese Maatschappij van Landbouw (1852)
en de Noordbrabantse Maatschappij van Landbouw (1853). Deze maatschappijen, overwegend van liberale signatuur, waren zeer actief en organiseerden bijvoorbeeld, vanaf 1846, het Nederlandsch Landhuishoudkundig Congres. Andere activiteiten waren het uitgeven van landbouwkundige tijdschriften zoals de Landbouw-Courant (vanaf 1846) en het jaarboek De Vriend van den Landman (vanaf 1837).
In 1884 verenigden deze Landbouwmaatschappijen zich in het Nederlandsch Landbouw-Comité (NLC).

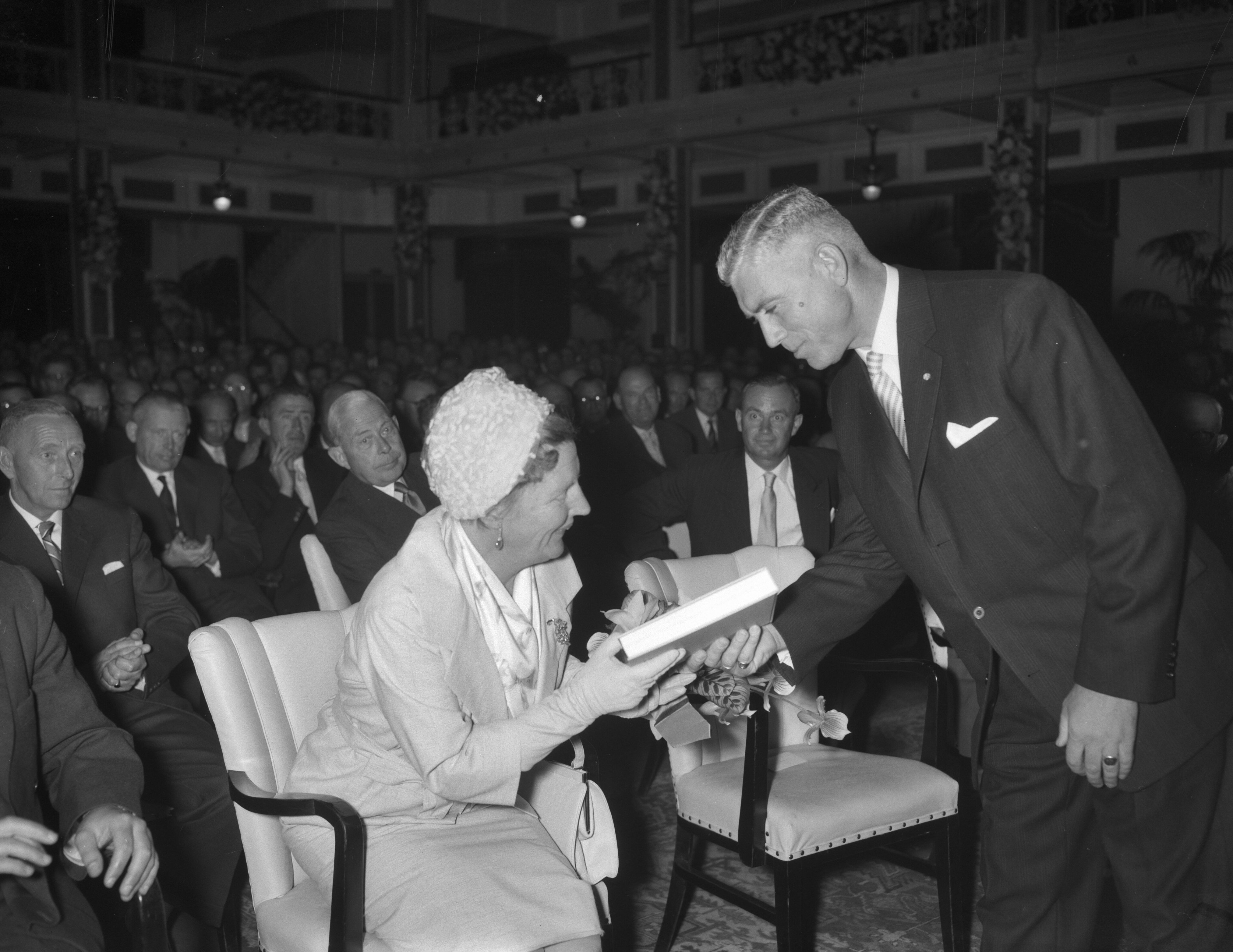
75-jarig bestaan van het Koninklijke Nederlandse Landbouw Comite in aanwezigheid van koningin Juliana (1959)

#### Verzuiling

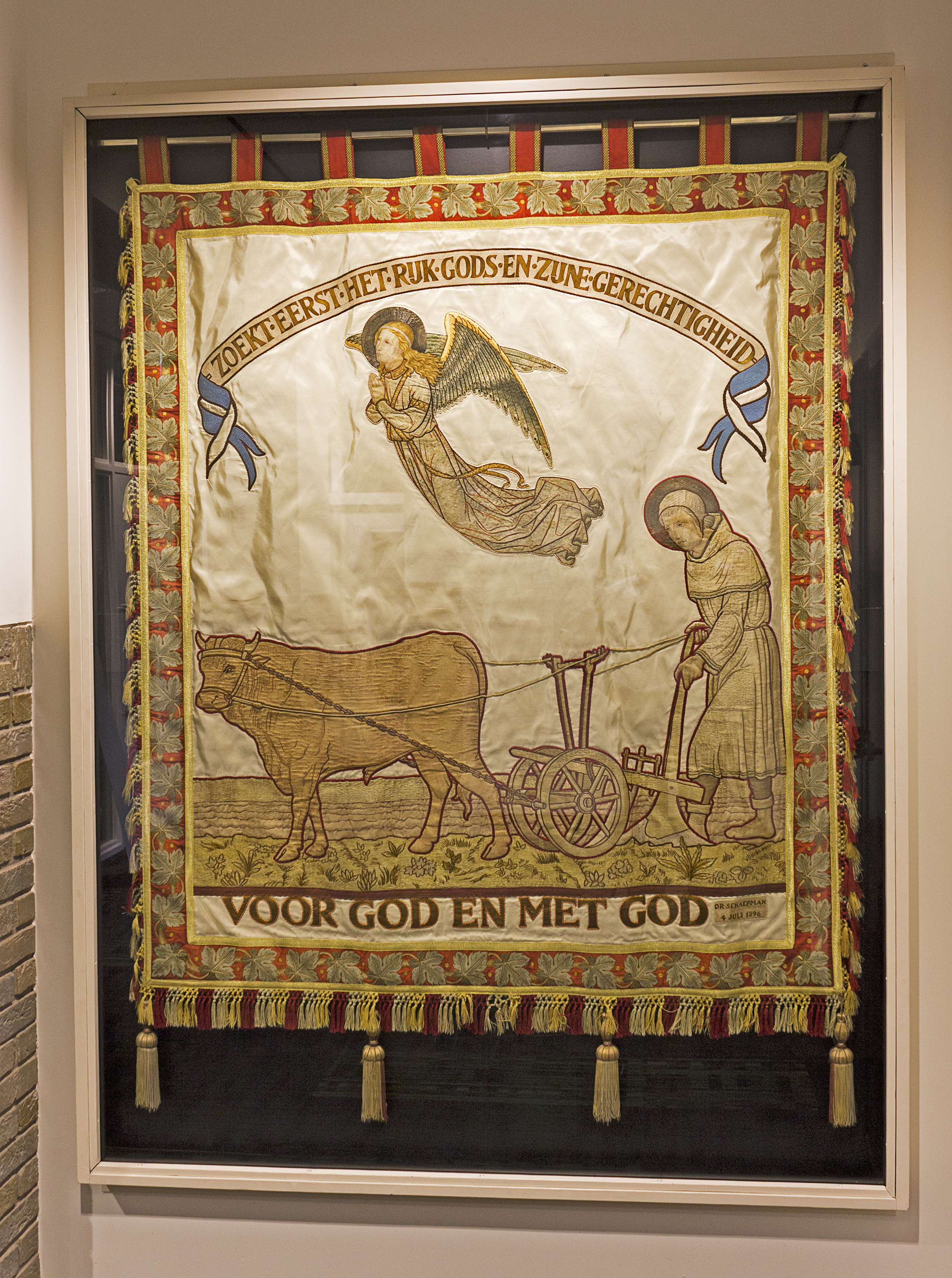
LLTB vaandel, verkregen in 1914 bij het 12,5-jarig bestaan van de bond

De activiteiten van katholieke politici als Herman Schaepman leidden tot samenwerking van katholieken en protestanten om een dam op te richten tegen liberale (en sociaaldemocratische) invloeden. Dit vond ook zijn weerslag in de organisatiestructuur van de landbouw. Zo werd in 1896 de Nederlandsche Boerenbond (NBB) opgericht die, in tegenstelling tot het Nederlandsch Landbouw Comité, gezien kon worden als een basisbeweging van boeren. Deze erkende het Christendom als grondslag der Maatschappij en de leden moesten God, huisgezin en eigendom als grondslagen der maatschappij erkennen. Aldus werden er provinciale boerenbonden opgericht met lokale, voornamelijk uit boeren bestaande, afdelingen. 
Al in 1906 wensten de katholieke bisschoppen dat de hun onderhoorige katholieken verenigd dienden te worden in katholieke organisatiën. Voor de interconfessionele NBB werd vooralsnog een uitzondering gemaakt. De in Noord-Brabant opererende Nederlandse Christelijke Boerenbond (NCB) werd echter al in 1914 exclusief katholiek, hoewel deze de (interconfessioneel bedoelde) betiteling christelijk bleef behouden. Al in 1912 wensten ook de protestanten een eigen organisatie. In 1918 was het zover: de exclusief-protestantse Christelijke Boeren- en Tuindersbond (CBTB) werd opgericht nadat in 1916, op uitdrukkelijk initiatief van de Aartsbisschop van Utrecht, de Aartsdiocesane Boeren- en Tuindersbond (ABTB) tot stand was gekomen. Deze bestreek noordoost-Nederland. Door het uittreden van de CBTB kwam de NBB vanaf 1920 in exclusief katholiek vaarwater en veranderde in 1929 van naam in: Katholieke Nederlandse Boeren- en Tuindersbond (KNBT).
Bij de liberalen waren er de volgende ontwikkelingen: in 1906 werd de Koninklijke Nederlandse Landbouwvereniging (KNLV) opgericht, die in 1918 fuseerde met het NLC tot het Koninklijk Nederlands Landbouwcomité (KNLC).
Aldus waren er een drietal organisaties ontstaan: een katholieke (KNBT), een protestantse (CBTB) en een liberale (KNLC). In 1995 gingen deze op in de werkgeversorganisatie LTO-Nederland terwijl hun regionale afdelingen opgingen in regionale LTO-organisaties zoals LTO-noord.

## Landbouwcoöperaties
Anno 2023 kent Nederland  een aantal grote landbouwbedrijven en aanverwante instanties waarvan een groot aantal is voortgekomen uit boerencoöperaties die eind negentiende eeuw zijn ontstaan. Voorbeelden van hedendaagse coopraties zijn AVEBE, FrieslandCampina, Agrifirm, Unive en de Rabobank

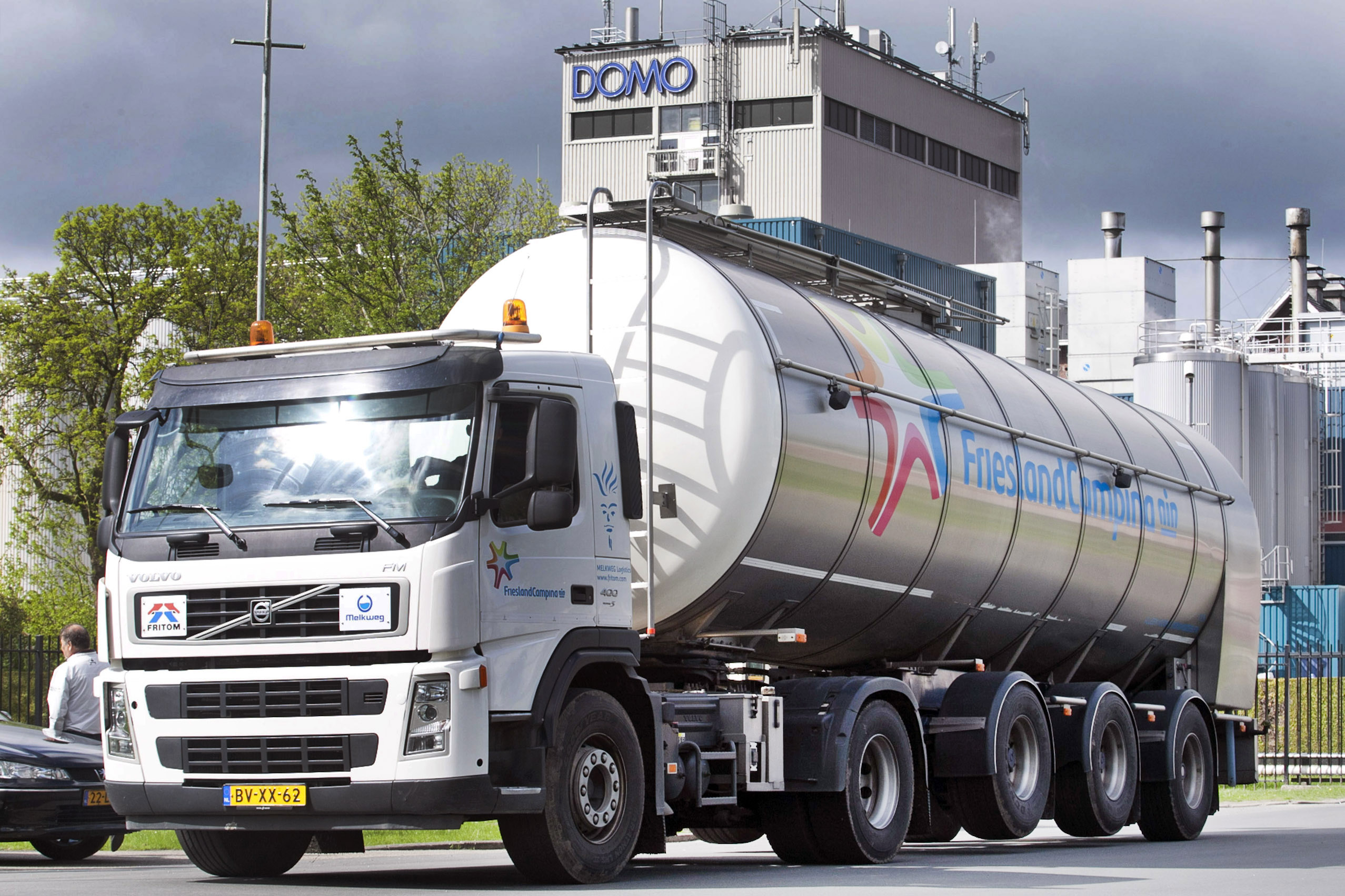
FrieslandCampina tankauto bij de zuivelfabriek in Bedum

### Eerste coöperaties
Veel kleinere boeren misten in de negentiende eeuw de meest elementaire scholing. Het boerenbedrijf werd echter steeds ingewikkelder. De ontwikkeling van de bemestingsleer rond 1850 en de introductie van guano en later kunstmest, vormen van landbouwmechanisatie, de aanschaf van enkelvoudige krachtvoeders en mengvoeders, de aanschaf van poot- en zaaigoed waren zaken die zich voordeden en enig ondernemerschap behoefden. De boer kreeg te maken met diverse handelaren (graanhandel, fouragehandel, veehandel) en financieringsproblemen. Enige opleiding, voorlichting en organisatiegraad was noodzakelijk. De landbouwcoöperatie, inclusief coöperatieve aan- en verkooporganisaties en kredietcoöperaties, bood daartoe een oplossing.

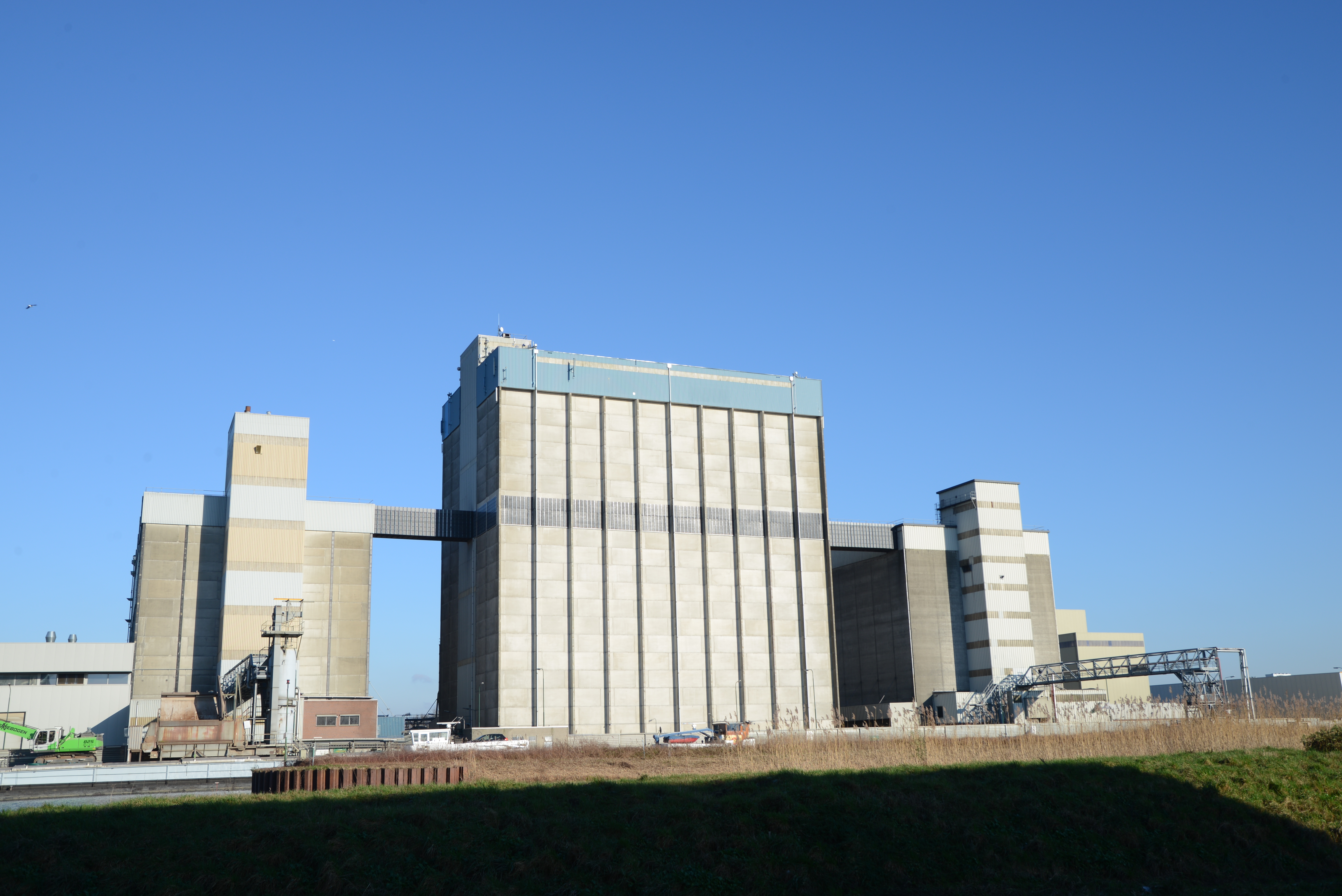
Agrifirm-fabriek te Veghel

### Kredietcoöperaties
Het idee van de kredietcoöperatie kwam van Friedrich Wilhelm Raiffeisen die in 1864 in Duitsland de eerste boerenleenbank oprichtte. Het idee was dat rijke boeren met spaargeld krediet zouden verlenen aan arme boeren die daar behoefte aan hadden. In 1896 werd de eerste Raiffeisenbank opgericht en wel te Lonneker. In hetzelfde jaar volgde de eerste Boerenleenbank op instigatie van Gerlacus van den Elsen. In 1898 werd te Eindhoven de Coöperatieve Centrale Boerenleenbank opgericht en in hetzelfde jaar, te Utrecht, de Coöperatieve Centrale Raiffeisen-Bank. Beide centrale banken kregen vele tientallen filialen in alle delen van het land. In 1900 waren er in totaal zo'n 67 filialen en in de 20e eeuw groeide dit tot meer dan 1300 in de jaren '70. Een ontwikkeling vanaf de jaren '50 van de 20e eeuw bestond in het uitbreiden van het dienstenpakket en in het beschikbaar stellen van deze diensten ook aan niet-agrariërs. In 1972 fuseerden de Boerenleenbank en de Raiffeisenbank tot Rabobank. In de jaren daarna vond een concentratieproces plaats waarbij vele filialen verdwenen, de dienstverlening goeddeels werd gedigitaliseerd en de Rabobank zich in feite nauwelijks meer onderscheidde van andere grote banken.
Financiële dienstverlening ging verder dan enkel bankzaken. Ook verzekeringen, boekhoudcentrales, accountancy en dergelijke diensten, aanvankelijk specifiek gericht op agrariërs, kwamen van de grond. Een voorbeeld hiervan is Interpolis, dat in 1969 is ontstaan uit een fusie van een aantal uit de boerenorganisaties afkomstige levensverzekerings- en schadeverzekeringsmaatschappijen. Later kwamen hier nog een aantal aandere maatschappijen bij en in 1990 kwamen vrijwel alle aandelen Interpolis in handen van de Rabobank. Na 2000 hadden de standsorganisaties (LTO) geen zeggenschap meer over Interpolis en in 2005 fuseerde Interpolis met de grote financiële dienstverlener Achmea.

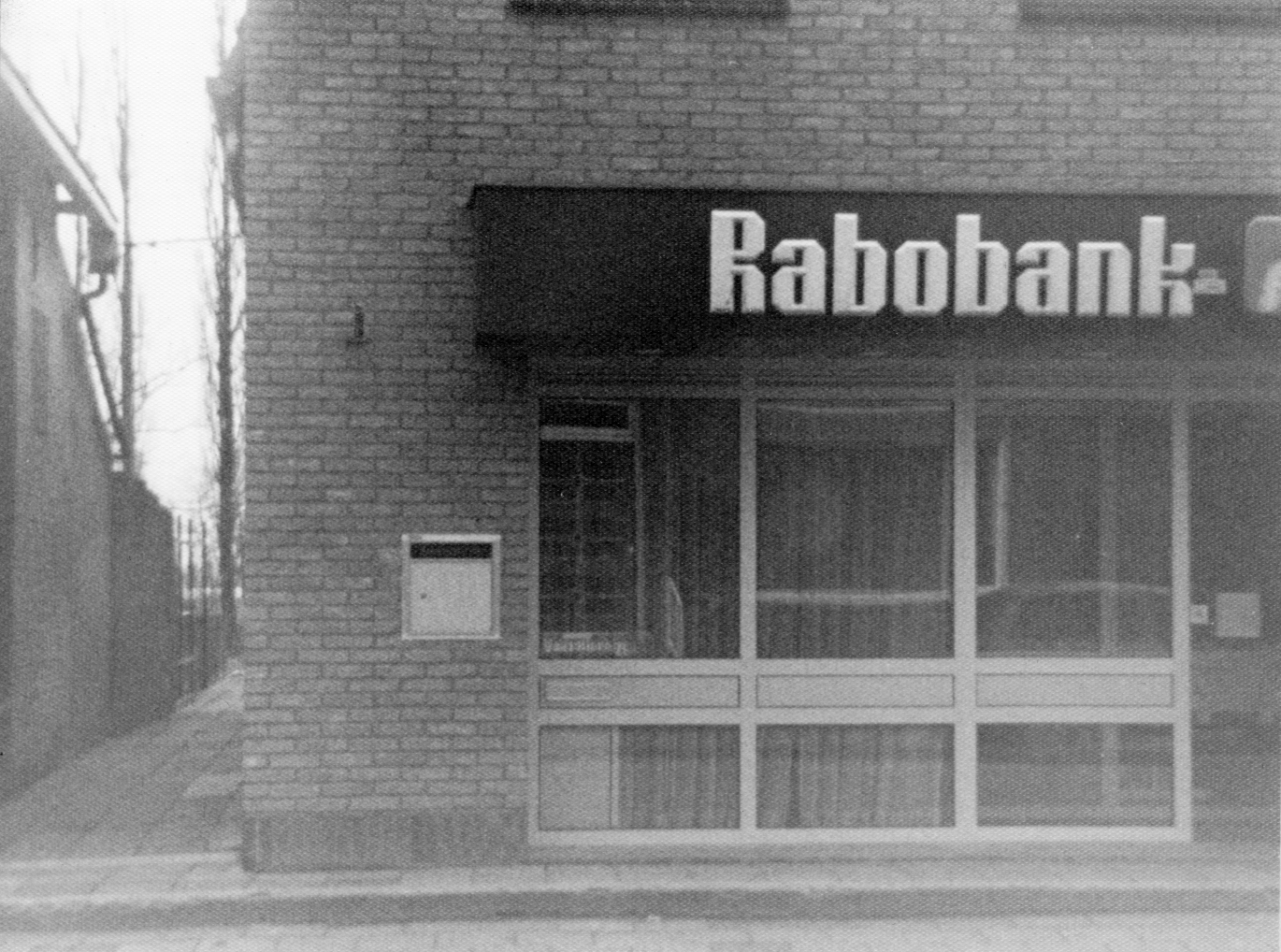
Een Rabobankfiliaal in Mijnsheerenland in de jaren 70.

### In- en verkoopcoöperaties
De landbouw vormt onderdeel van een productieketen. Voor de landbouwer is er een inkoopketen die onder meer zaai- en pootgoed, veevoer, kunstmest, vee en landbouwgereedschap omvat. Ook is er een verkoopketen die onder meer granen, vee, zuivel, aardappelen en suikerbieten omvat, inclusief de verwerking hiervan. Naarmate de landbouw -voortvloeiend uit de verwetenschappelijking ervan- minder zelfvoorzienend werd nam het belang van aan- en verkoop uiteraard toe. De boeren kregen vanouds te maken met individuele handelaren en de wens bestond om dit proces meer in eigen hand te nemen.
Een eerste initiatief op dit terrein kwam van George Auguste Vorsterman van Oyen die door de Zeeuwse Landbouw Maatschappij (ZLM) was aangesteld als wandelleraar (landbouwconsulent) en in 1878 te Aardenburg, onder de naam Welbegrepen Eigenbelang een landbouwcoöperatie opzette, aanvankelijk een inkoopcombinatie voor meststoffen (zoals guano) en zaden.
Ook de boerenbonden zetten organisaties als een aankoopcommissie op om tegen scherpe voorwaarden in te kopen. In diverse dorpen verschenen magazijnen van waaruit de boeren hun benodigdheden konden aanschaffen. Hieruit kwam onder meer de in 1911 opgerichte Coöperatieve Handelsvereniging (CHV) voort welke vooral in Veghel was geconcentreerd en de merknaam Cehave ging voeren. In Veghel werd onder meer een graansilo en een mengvoederfabriek gebouwd. In 1906 werd te Meppel de Coöperatieve Landbouwersbank en Handelsvereeniging opgericht. Dit was een in- en verkooporganisatie voor mengvoer en kunstmest, terwijl ook in een KI-station werd voorzien. Door fusies, onder meer met Cavo en Latuco, bestreek men vanaf 1989 een groot deel van Noord-Nederland. In 2002 nam men de naam Agrifirm aan en dit bleef zo nadat het bedrijf in 2011 met het Zuid-Nederlandse Cehave Landbouwbelang was gefuseerd. 

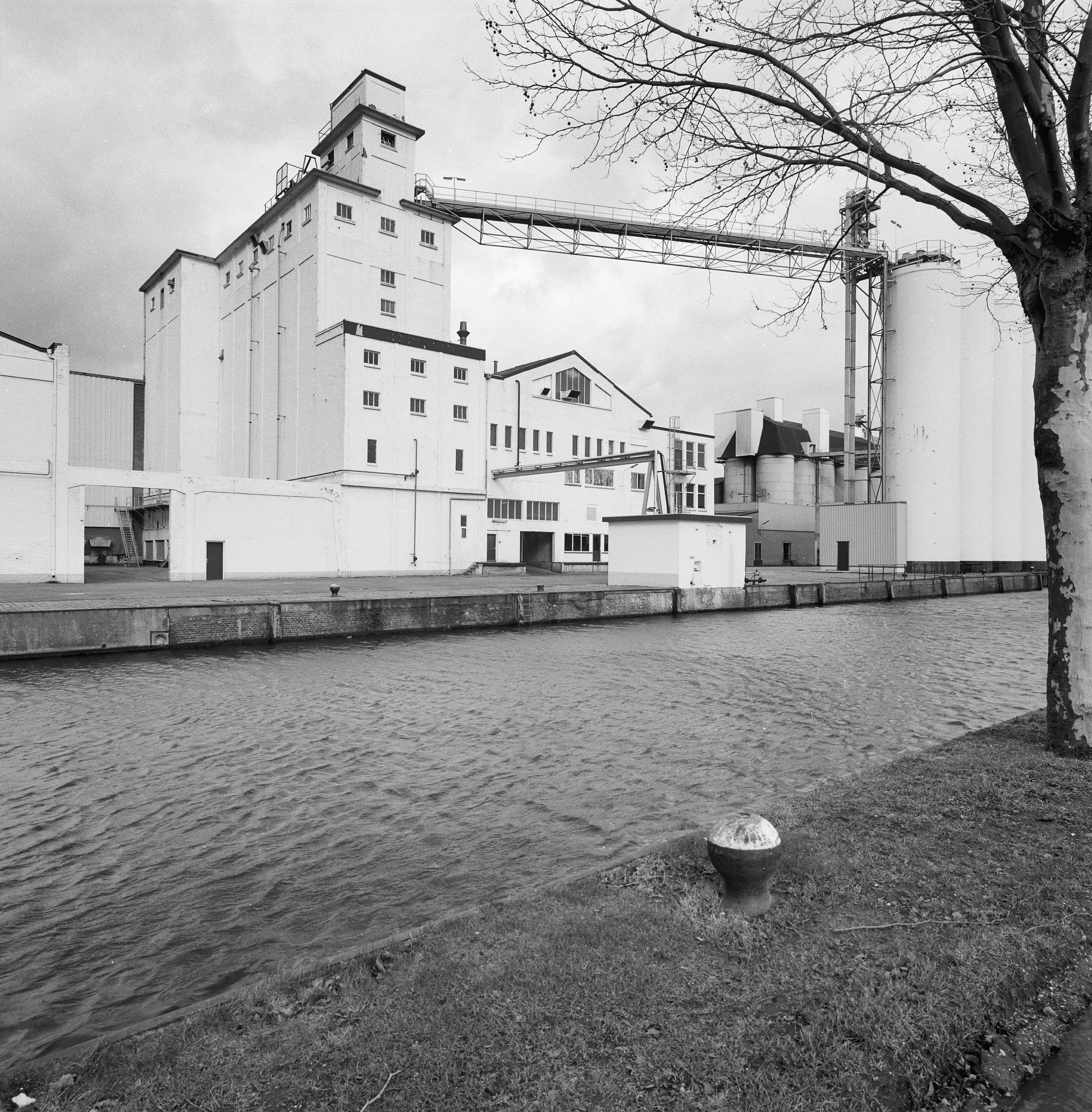
Het CHV-terrein in Veghel, met de in 1915 ontworpen graansilo (1997)

### Groothandelsinkoopcoöperaties
Een andere inkoopvereniging was Cebeco dat in 1899 te Rotterdam was opgericht als Centraal Bureau teneinde de inkoopverenigingen te ondersteunen bij de import van veevoederingrediënten. Vanaf de jaren '20 van de 20e eeuw produceerde men ook mengvoeders. De Handelsraad was eveneens een goothandelsinkoopcoöperatie, maar deze was oorspronkelijk gelieerd aan de (katholieke) ABTB. Beide organisaties fuseerden in 1972 tot Cebeco-Handelsraad en dit bedrijf omvatte tal van verwerkers van landbouwproducten zoals pluimveeslachterijen, aardappelverwerkers en dergelijke. In 2010 werden de meeste activiteiten van dit concern verzelfstandigd.

### Verwerkingscoöperaties
Tal van coöperatieve mengvoederbedrijven fuseerden, vooral vanaf 1989, tot een grote beursgenoteerde en internationaal opererende organisatie die in 2006 de naam ForFarmers verkreeg. De coöperatieve organisatie werd, onder de naam FromFarmers, op afstand gezet.
Soortgelijke ontwikkelingen deden zich voor bij de verwerking van suikerbieten. Vanaf halverwege de 19e eeuw bestonden er al tal van particuliere suikerfabrieken. In 1899 ging de Eerste Nederlandsche Coöperatieve Beetwortelsuikerfabriek te Sas van Gent in productie en de coöperatieve fabrieken gingen in 1970 samenwerken in de Suiker Unie, terwijl de particuliere fabrieken gingen samenwerken in de Centrale Suiker Maatschappij. In 2007 gingen beide samen en ontstond Cosun.

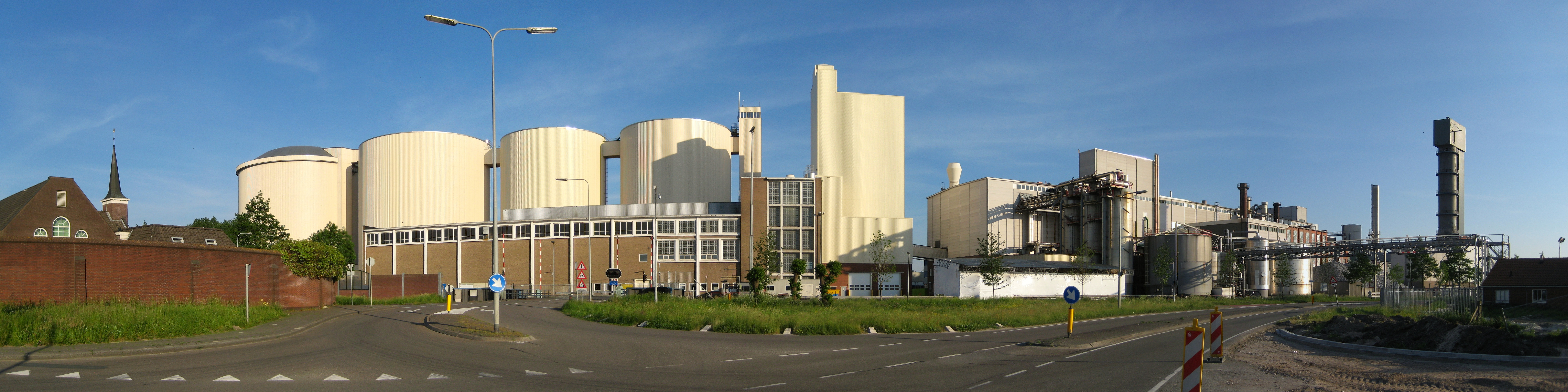
Fabriek van de Suiker Unie in Groningen (2012)

Evenzo verging het de zuivelcoöperaties. In 1872 richtten een aantal Noord-Hollandse boeren een zuivelcoöperatie op. Dit werd uiteindelijk de Melkunie. In 1878 werd te Utrecht de eerste melkinrichting opgericht en in 1879 volgde de Zuivelfabriek Freia. Naast particuliere zuivelfabrieken ontstonden ook coöperatieve zuivelfabrieken. Een van de eerste coöperatieve zuivelfabrieken werd in 1892 opgericht te Tungelroy onder de naam: Coöperatieve Boterfabriek. Hier werd de melk centrifugaal ontroomd. Er volgden er meer. In 1947 ontstond, door fusies, de Campina. In 1979 ontstond DMV Campina, in 1989 werd dit Campina Melkunie en in 2008 werd dit FrieslandCampina dat het gehele land bestreek.

## Particuliere agrarische bedrijven
Nederland kent een aantal belangrijke agrarische bedrijven die niet coöperatief zijn georganiseerd. Voorbeelden zijn het oorspronkelijk wel coöperatieve Cosun en ForFarmers, veevoederbedrijf Koninklijke De Heus en enkele grote vleesverwerkers zoals Unilever en Zwanenberg Food Group.

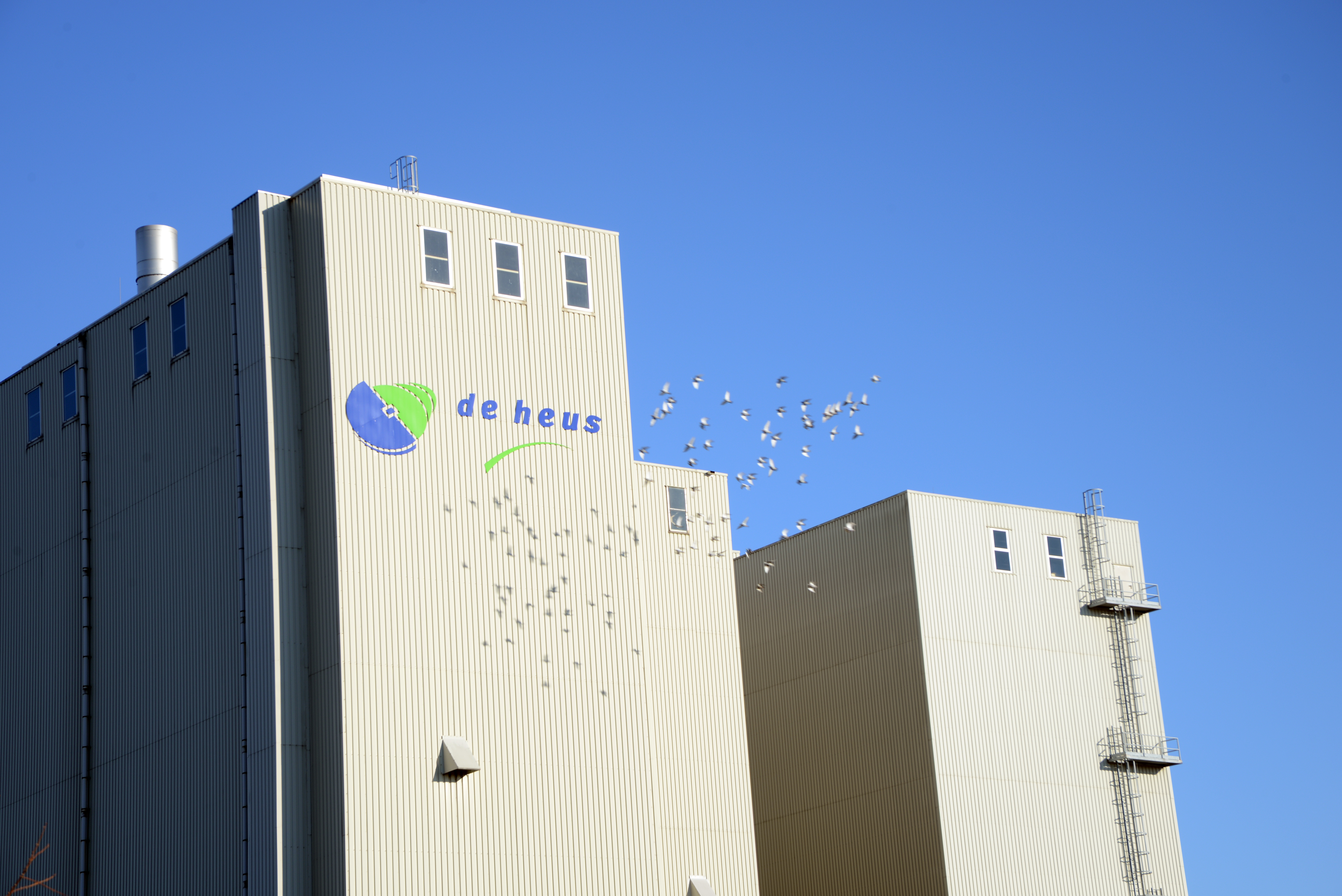
De Heus Mengvoedersin Veghel

## Landbouwonderwijs
Aan het begin van de negentiende eeuw waren er weliswaar hoogleraren landbouwhuiskunde in Utrecht en Groningen, later in deze eeuw nam het landbouwkundig onderwijs een hoge vlucht en ontstonden verschillende soorten hoger, middelbaar en lager landbouwonderwijs. Aanvankelijk werd het landbouwonderwijs gecombineerd met ander onderwijs zoals technische of praktische vakken, dierkunde en plantkunde, maar ook theologie. Het landbouwkundig onderwijs is vanaf het ontstaan in een fusieproces betrokken geweest waarbij steeds grotere eenheden ontstonden.

### Lager landbouwonderwijs

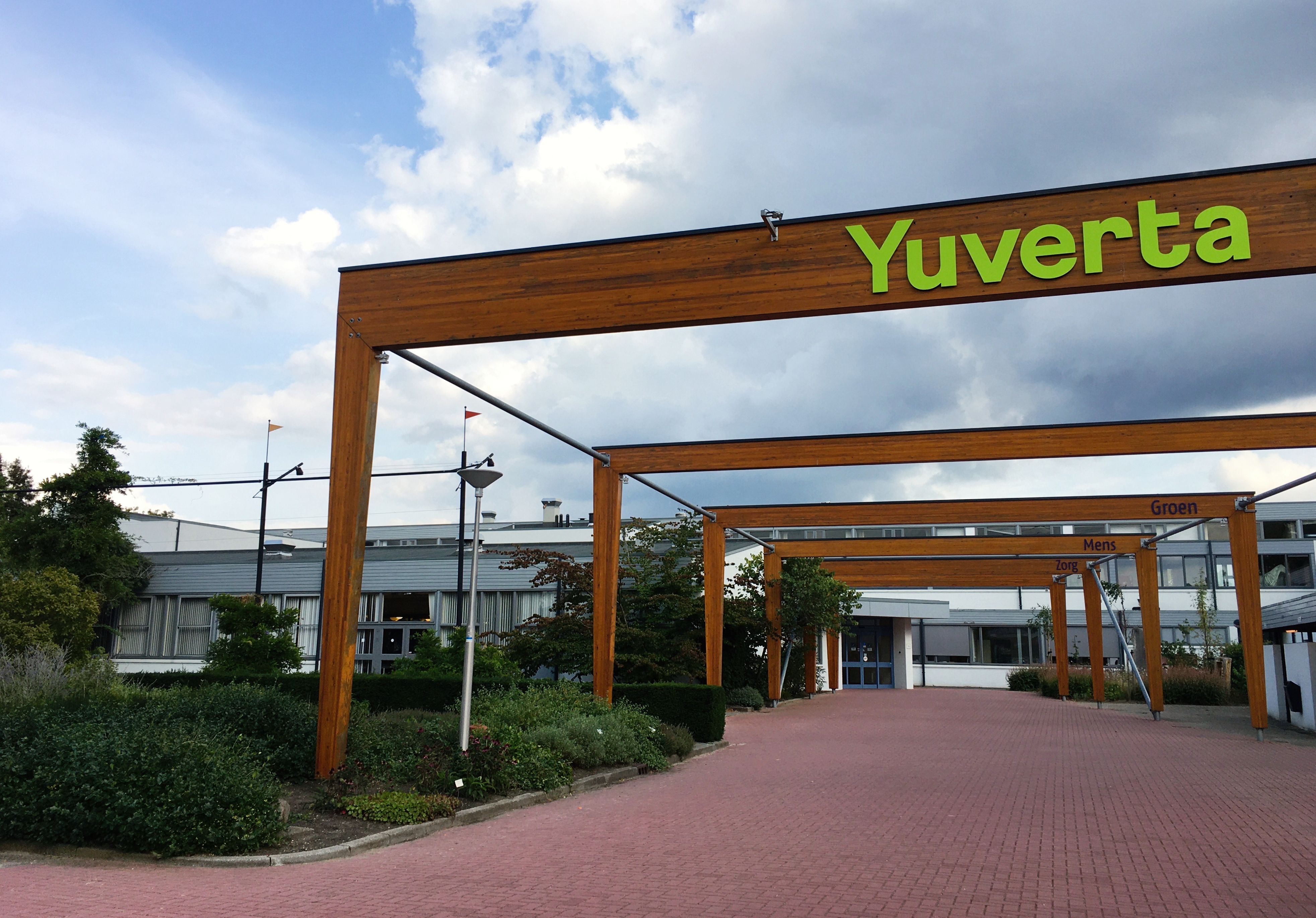
Gebouw Yuverta in Nijmegen, een van de grootste scholen voor groene en blauwe diensten in Europa

In 1857 werd het vak: Beginselen van de landbouwkunde onderdeel van het lager onderwijs. De leerkrachten dienden daartoe de lagere land- en tuinbouwakte te behalen. Het onderwijs daartoe werd gegeven in universitaire colleges voor niet-studenten, door landbouwconsulenten en -later- op de landbouwwinterscholen waar ze les kregen van Rijkslandbouwleraren die te Wageningen hun B-akte hadden behaald. 
In 1909 werden aan de Landbouwwinterschool te Veendam cursussen gegeven aan plattelandsmeisjes. In 1911 werd te Liempde de eerste landbouwhuishoudschool opgericht, mét een internaat en op katholieke grondslag. Naast praktijklessen werd hier onderwijs gegeven in voedingsleer, gezondheidsleer, dierkunde en boekhouden. Er kwamen spoedig meer van dit soort scholen en bij Dedemsvaart werd in 1913 een opleidingsinstituut voor leraressen in het landbouwhuishoudonderwijs opgericht: de Rollecate. Het aantal scholen nam toe en in 1960 waren er in totaal 25.000 leerlingen. Daarna begon een proces van verbreding. Er werd ook opgeleid tot andere verzorgende beroepen en in 1968 ging het, in het kader van de Mammoetwet, op in het lhno om uiteindelijk, in 1999, op de gaan in het vmbo.
In 1921 werd de eerste Lagere landbouwschool opgericht. Het was een deeltijdse opleiding want de leerlingen werkten vaak ook op hun landbouwbedrijf. In 1946 waren er al 127 lagere landbouwscholen en 18 lagere tuinbouwscholen. Ook deze scholen zijn, in het kader van de Mammoetwet, vanaf 1968 opgegaan in grotere eenheden en het vmbo.
Na de Tweede Wereldoorlog ontstonden er op verschillende plaatsen in Nederland Landbouwpraktijkscholen. Deze verrezen in Slootdorp (voor Landbouwmechanisatie, 1954, na 1969 voor Landbouwtechniek in Ede), Schaarsbergen (voor Bosbouw en Cultuurtechniek, 1955, voortgekomen uit een scholingscentrum van de Heidemaatschappij, 1952), Schoondijke (voor landbouwtechniek en arbeidsrationalisatie, 1958, in 1999 gesloten na fusie met die in Emmeloord, Emmeloord (opgericht in 1958, in 2004 naar Dronten), Almelo (voor Dierveredeling, 1960, voortgekomen uit de pluimveevakschool, in 1992 gesloten na fusie), Barneveld (voor de pluimveehouderij, 1961, later ook Dierverzorging, Dierveredeling en Mengvoedertechnologie), Ede (voor Tuinbouwtechniek en -technologie, 1961), Horst (een school voor Champignonteelt, 1962, voortgekomen uit een champignonproefstation, opgericht in 1957, in 2002 gesloten en een school voor de Pluimveehouderij, 1966), Oenkerk (voor de Veehouderij en het Weidebedrijf, 1962, gesticht door boerenstandsorganisaties, in 1985 internationaal), Deurne (voor Paardenhouderij en Paardensport, 1985, in 1969 opgezet vanuit de Nederlandse Hippische Sportbond, in 1992 voortgezet als mbo-opleiding bij Helicon, later opgegaan in Yuverta, een bundeling van 'groene' vmbo- en mbo-scholen).
In 1992 kwam een fusieproces tot stand waarbij Innovatie- en Praktijkcentra (IPC's) ontstonden, te weten IPC Dierlijke Sectoren, IPC Plantaardige Productie en Technologie en IPC Groene Ruimte. De IPC's werden uiteindelijk verzelfstandigd.
Vanaf 1993 ontstonden ook Agrarische Opleidings Centra (AOC's) die de lagere en middelbare agrarische opleidingen omvatten. Deze gingen uiteindelijk op in vmbo-scholen of in Regionale Opleidingscentra (ROC's).

### Middelbaar landbouwonderwijs
Het middelbaar landbouwonderwijs werd vaak gegeven aan de Landbouwwinterscholen. De eerste ontstonden in 1893 te Goes en Groningen. In 1884 werd de G.A. van Swietenschool te Frederiksoord opgericht en daaruit kwam de Tuinbouwschool voort. In Bolsward werd in 1899 een Zuivelschool gesticht en in 1904 een Rijkszuivelschool. Vanaf 1958 werden de Land- en Tuinbouwwinterscholen wettelijk aangewezen als Middelbare Land- en Tuinbouwscholen.
Na 1993 gingen de middelbare opleidingen op in Agrarische Opleidings Centra (AOC's) die vervolgens werden omgevormd tot Regionale Opleidingscentra (ROC's) of vmbo-scholen.

### Hoger landbouwonderwijs

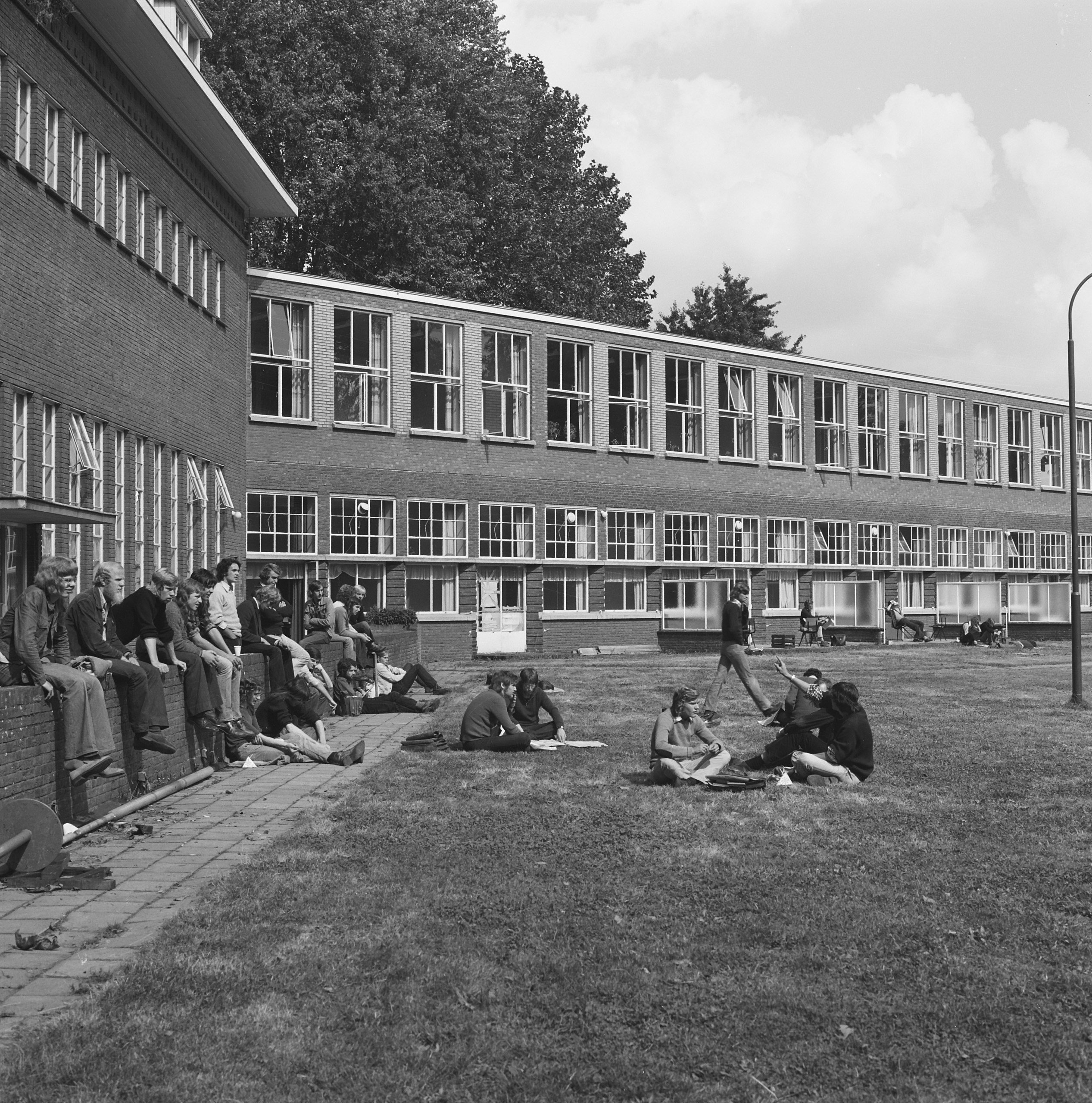
Hogere Bosbouw- en Cultuurtechnische School in Velp (1974)

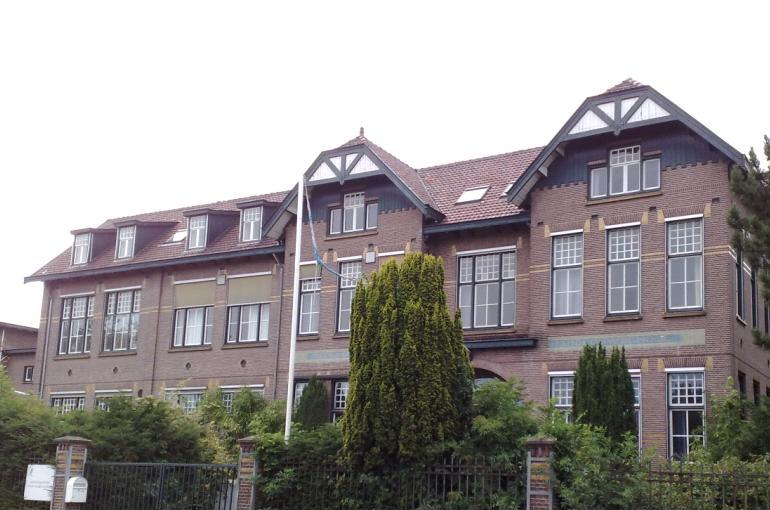
Gebouw van de voormalige Rijks Hogere Landbouwschool in Deventer).

Eveneens in 1958 werden de bestaande middelbare land- en tuinbouwscholen wettelijk aangewezen als hogere land- en tuinbouwscholen. Dit betrof de Rijks Middelbare Landbouwschool te Groningen (1912), 
de Rijks Middelbare Koloniale Landbouwschool te Deventer (1912), de Rijks Hogere en Middelbare School voor Levensmiddelentechnologie te Bolsward (1904), de Rijks Middelbare Tuinbouwschool te Utrecht (1948)
en de Rijks Middelbare Tuinbouwschool te Boskoop (1951). De middelbare Bosbouw- en Cultuurtechnische School (1953) te Arnhem, in 1974 verhuisd naar Velp, kwam voort uit de cursussen van de Nederlandse Heidemaatschappij die vanaf 1904 werden georganiseerd.
Daarnaast werden ook de door de (verzuilde) standsorganisaties gestichte scholen gepromoveerd tot hoger onderwijs. Dat geldt voor de Middelbare Landbouwschool te Dordrecht (1941) (liberaal), de Middelbare Landbouwschool te Roermond (1947) (katholiek), de Middelbare Zuivelschool te 's-Hertogenbosch (1948) (katholiek), de Christelijke Middelbare Landbouwschool te Leeuwarden (1955) en de Christelijke Middelbare Landbouwschool te Ede (1957) die later naar Dronten verhuisde. 
Er vonden enkele fusies plaats en in 1986 werd wettelijk vastgesteld dat de minimale omvang van een Hogere Agrarische School (HAS) uit 600 leerlingen moest bestaan. Bij deze fusies waren betrokken het Van Hall Instituut (Groningen), de Tropische HAS (Deventer), de Rijks Hogere School voor Levensmiddelentechnologie (Bolsward), de Hogere Tuinbouwschool (Utrecht), de Rijks Hogere School voor Tuin- en Landschapsarchitectuur (Boskoop), de Hogere Bosbouw- en cultuurtechnische School (Velp), de Hogere Agrarische School (Dordrecht), de Agrarische Scholen ('s-Hertogenbosch), de Christelijke Hogere Landbouwschool (Leeuwarden), de Christelijke HAS (Dronten) en STOAS (Stichting tot Ontwikkeling van Agrarische Onderwijskunde en Scholing) die de lerarenopleiding moest verzorgen en gevestigd was in Groningen, 's-Hertogenbosch en Wageningen. De school te Roermond was  al gesloten en geïntegreerd in die te 's-Hertogenbosch. Verdere fusies volgden zodat uiteindelijk overbleven HAS te 's-Hertogenbosch, waaronder levensmiddelentechnologie, HAS te Wageningen die evenals Dronten en STOAS, onderdeel van de Aeres-scholen werd, de fusieschool van die in Utrecht en Dordrecht, die in Delft kwam als onderdeel van Hogeschool Inholland en de Hogeschool Van Hall Larenstein te Velp en Leeuwarden.

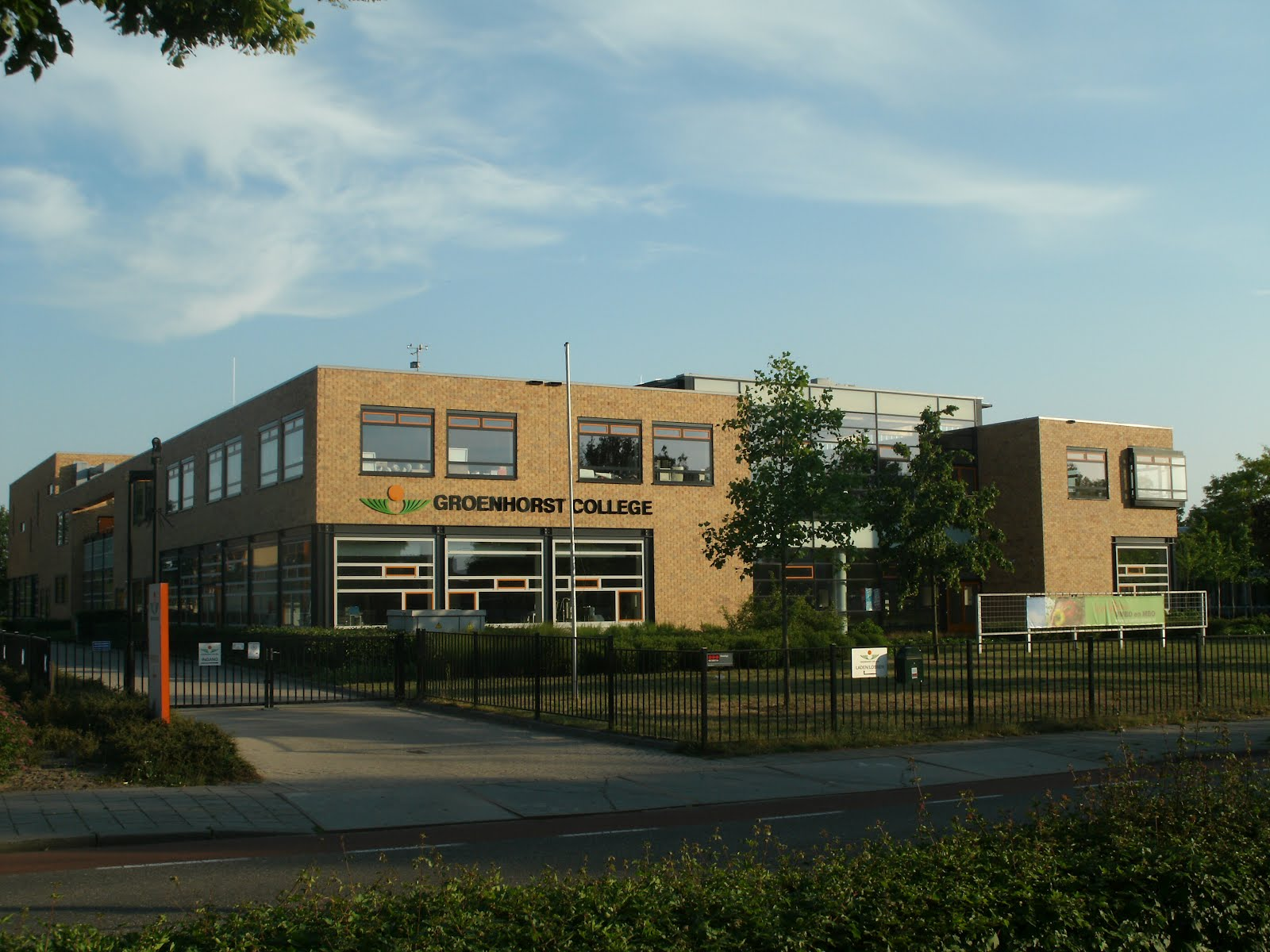
Vestiging Aeres in Ede

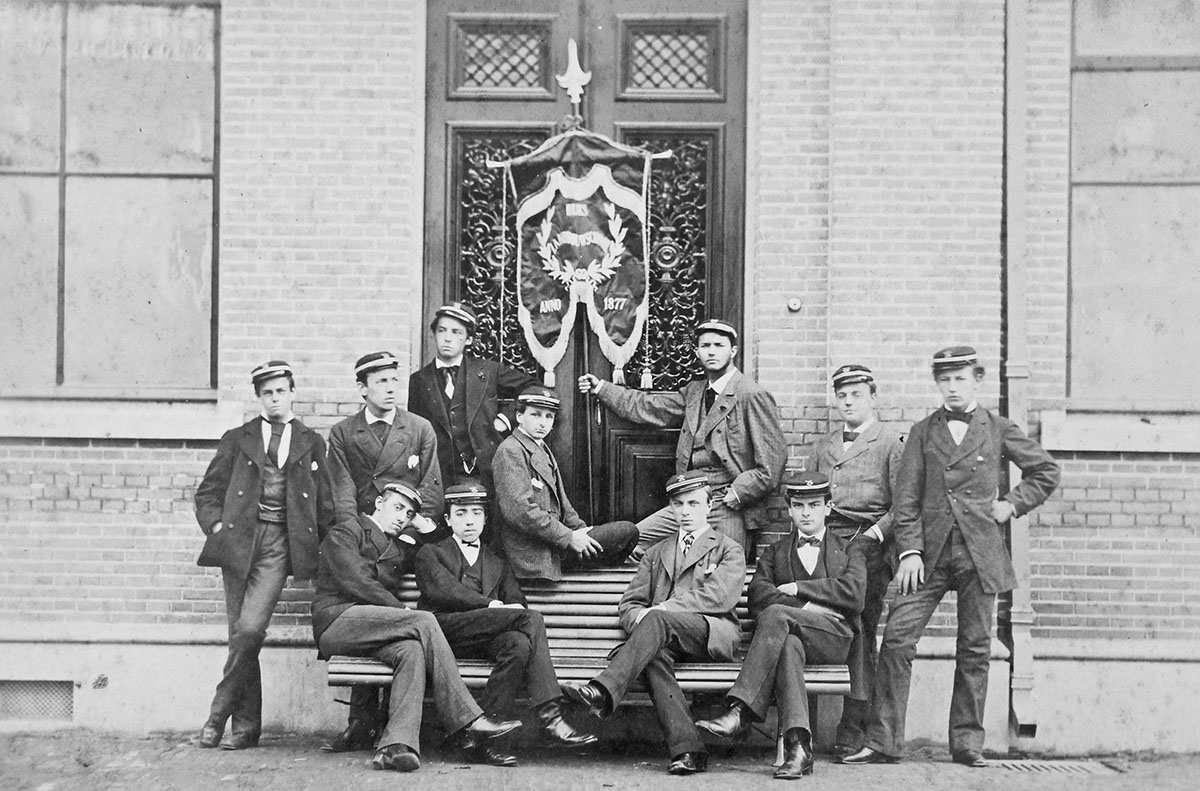
De eerste studenten met vaandel bij het hoofdgebouw van de Rijkslandbouwschool Wageningen, 1879

### Universitair landbouwonderwijs
In 1815 werden leerstoelen opgericht te Utrecht, Groningen en Leiden. Dit landbouwonderwijs was bestemd voor theologiestudenten die predikant wilden worden. Geacht werd dat zij met hun kennis het platteland zouden bereiken, maar de theologiestudenten hadden hier weinig belangstelling voor. De colleges werden daarom opengesteld voor buitenstaanders met name boeren die in de wintermaanden toch niet zoveel werk hadden.
Vanuit de Universiteit van Groningen werd daarom een Landhuishoudkundige School opgericht die in 1871 al weer de deuren sloot. In 1870 werd te Warffum en in 1872 te Wageningen een landbouwschool opgericht die aansloot op de HBS. Warffum sloot alweer in 1875 maar Wageningen werd in 1876 een Rijkslandbouwschool. In 1896 werd het een Hoogere Land- en Boschbouwschool en in 1904 een Rijks Hoogere Land, Tuin- en Boschbouwschool. In 1918 werd het de Landbouwhogeschool. Na de Tweede wereldoorlog groeide Wageningen steeds meer uit tot een academisch instituut en werd Landbouwuniversiteit. Naast het verzorgen van onderwijs werd ook veel onderzoek verricht.
De in 1821 opgerichte Rijks Veeartsenijschool te Utrecht werd in 1918 een Veeartsenijkundige Hoogeschool, in 1925 een Veeartsenijkundige Faculteit van de Universiteit van Utrecht en in 1956 een Faculteit der Diergeneeskunde.

## Onderzoek

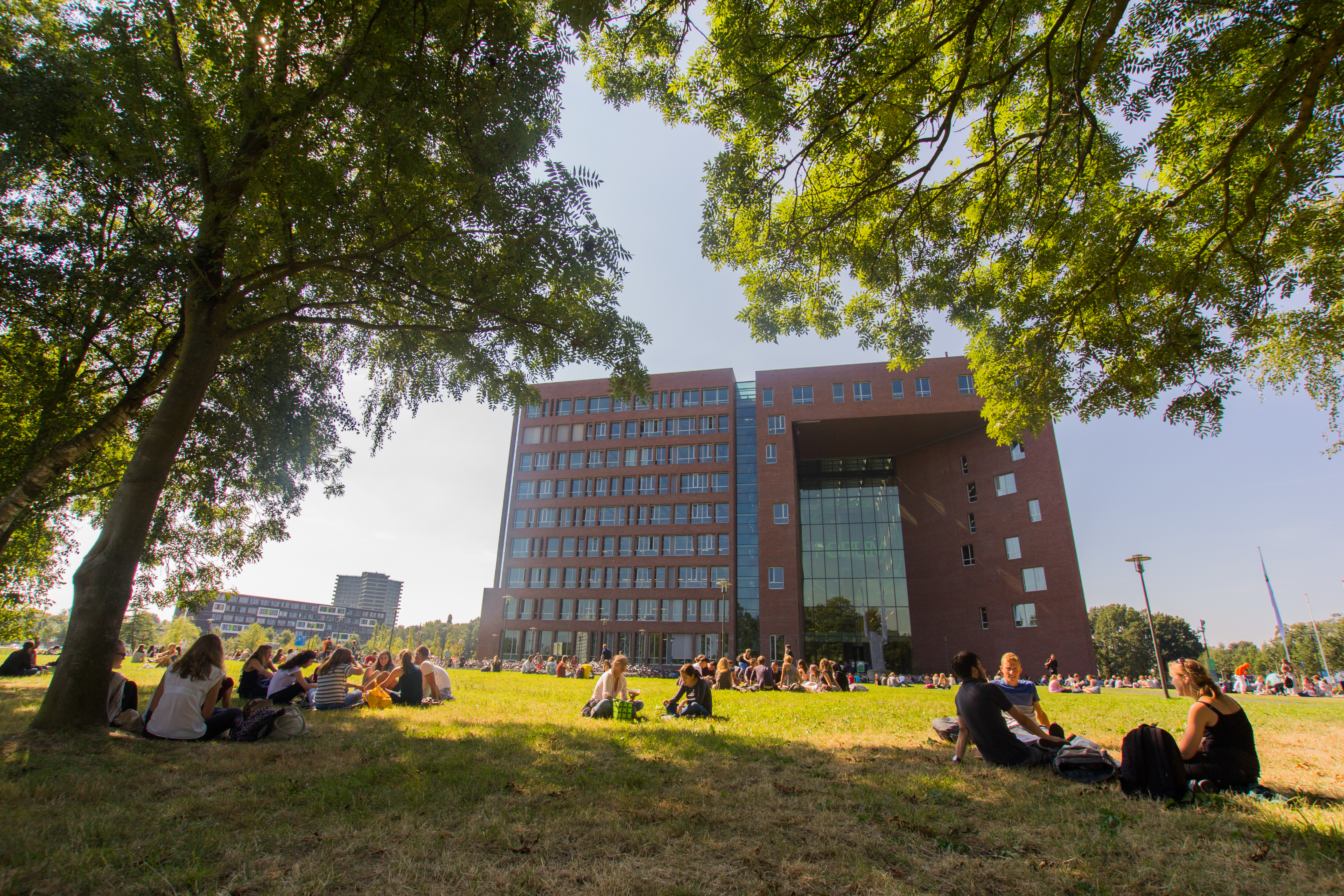
Forum, onderdeel van de Wageningse universiteit (WUR

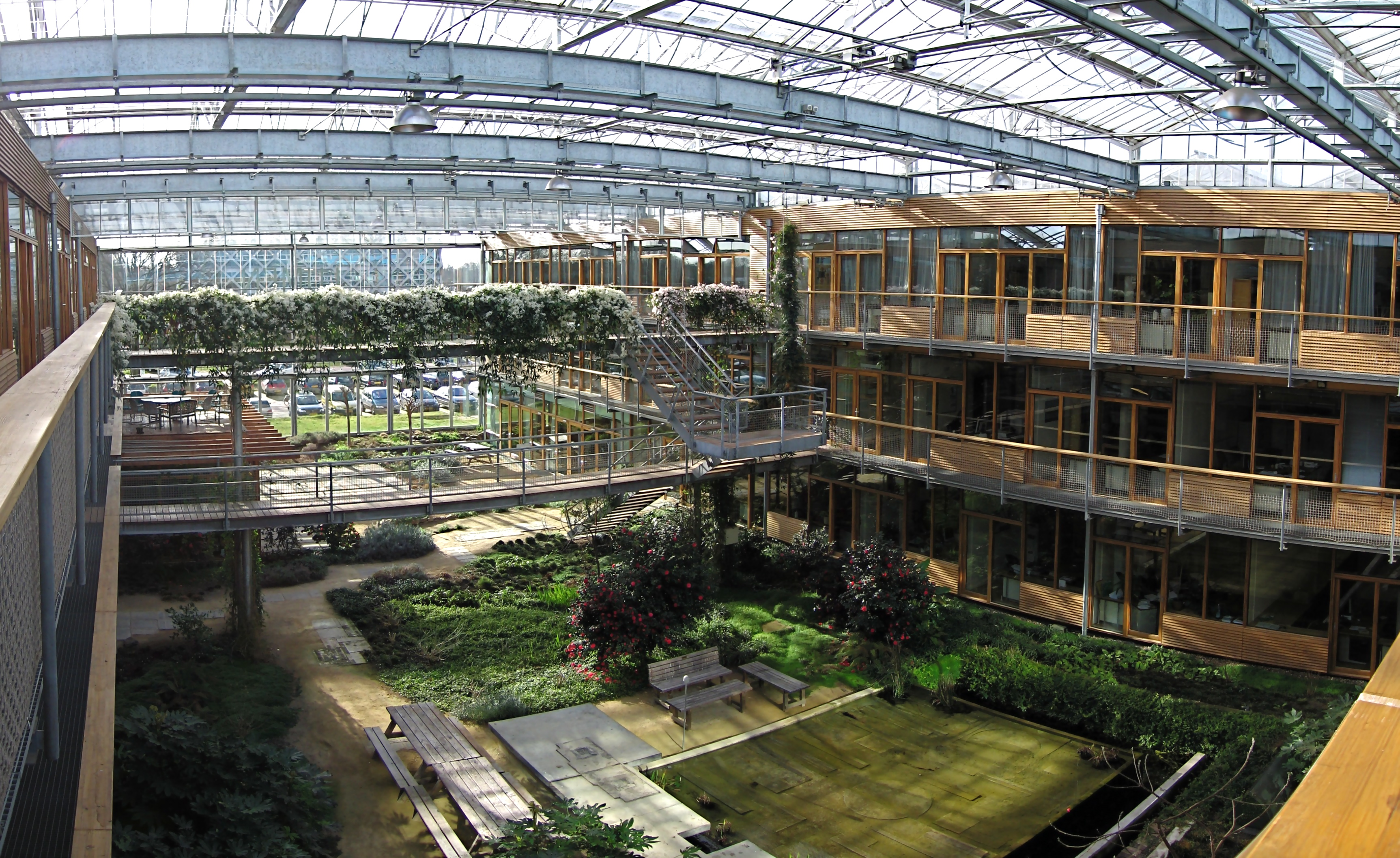
De binnentuin in Lumen, onderdeel van de Wageningse universiteit (WUR)

Veel agrarisch onderzoek vindt plaats aan de Wageningse universiteit, maar daarnaast verrichten Hogere agrarische scholen onderzoek, en proefstations en praktijkcentra. In de duurzame landbouwsector zijn actief het Louis Bolk Instituut en het  Centrum voor Landbouw en Milieu. Tussen 1957 en 2000 was er een Nationale Raad voor Landbouwkundig Onderzoek (NRLO), die het landbouwkundig onderzoek probeerde te coördineren, te vernieuwen en de relatie met de praktijk te verbeteren. In deze raad waren onderzoekers, de overheid en het bedrijfsleven vertegenwoordigd. Deze NRLO is in 2000 overgegaan in het InnovatieNetwerk groene ruimte en agrocluster, nadat de zogenaamde sectorraden waren opgeheven en de departementen zelf beleid en onderzoek moesten afstemmen. Hieruit ontstond Innovatie Agro & Natuur dat in 2016 werd opgeheven; de taken werden overgeheveld naar de zogenaamde topsectoren, met name Agri & Food en Tuinbouw & Uitgangsmaterialen die in 2011 waren ingesteld om innovatie te stimuleren.

## Overheid
Sinds het begin van de twintigste eeuw zijn de Nederlandse overheid en na de Tweede wereldoorlog de EU een steeds grotere rol gaan spelen bij de vormgeving van de Nederlandse landbouwbeleid. Nederland heeft sinds 1906 een eigen ministerie voor landbouw en op provinciaal niveau zijn er eveneens overheidsbeleidsafdelingen. De overheid  bepaalt mede de landbouw door een uitgebreid systeem van subsidies en regels, en daarnaast via ruimtelijke ordening, milieu- water- en natuurregelgeving.

## Voorlichting
In de loop van de twintigste eeuw is de landbouwvoorlichting, die boeren voorlicht over de beste manier om hun bedrijfsvoering vorm te geven, steeds belangrijker geworden.

## Overlegstructuren en samenwerkingsverbanden

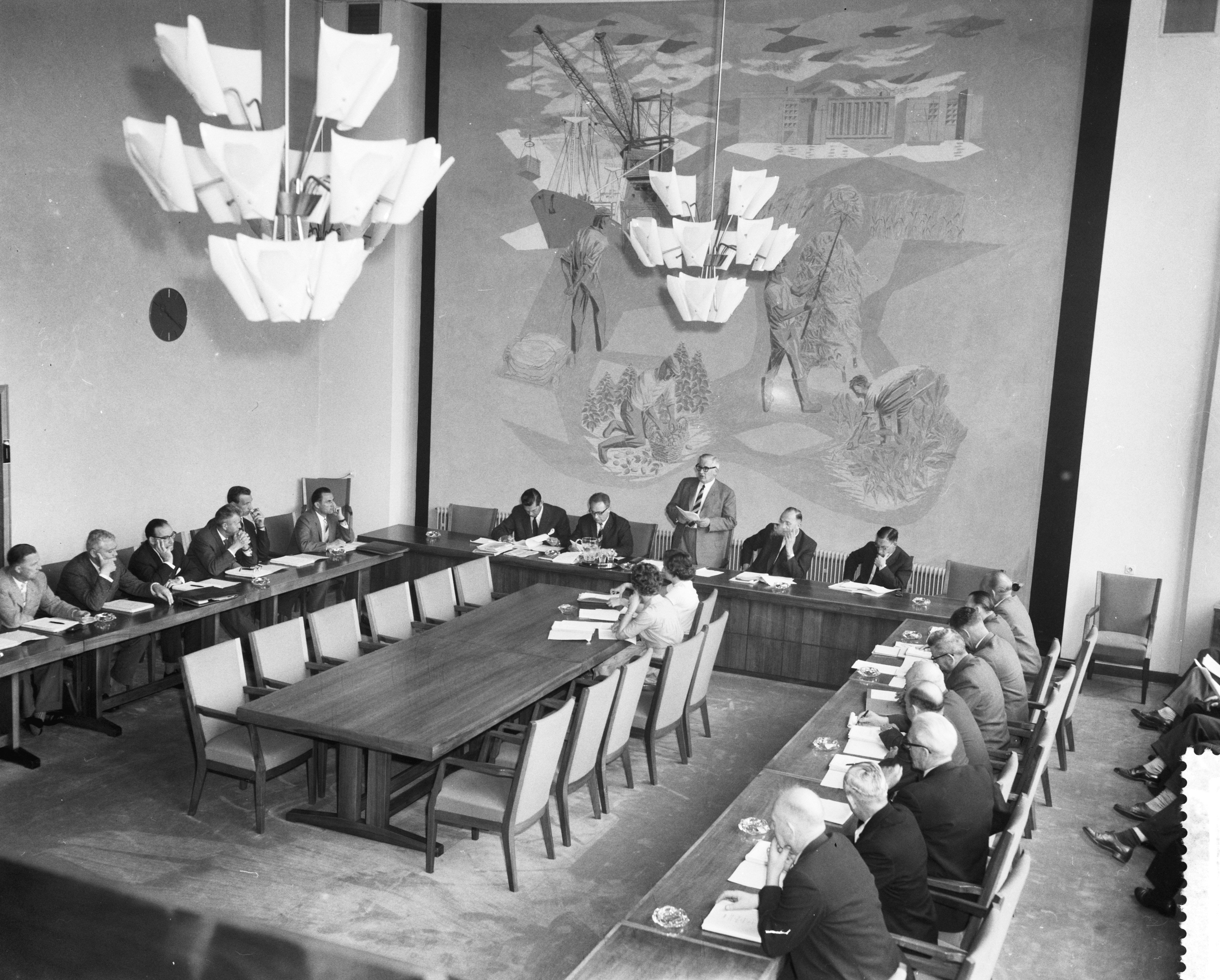
Vergadering Landbouwschap in 1960

Lange tijd kende Nederland formele overlegstructuren, zoals landbouwschappen tussen 1954 en 2000, waarin agrarische werkgevers, werknemers en de overheid samenwerkten. Ook in de NRLO vond afstemming plaats, met name van onderzoek enerzijds en en beleid en praktijk anderzijds. Daarnaast waren en zijn er veel informele verbanden zoals tussen boerenorganisaties, industrie, politici, onderzoek- en onderwijsinstellingen en ministeries.